# Книга чудес света
«Книга чудес света» (также известна под названиями «Путешествия Марко Поло», «Книга о разнообразии мира», «Книга Марко Поло» (старофр. Livres des merveilles du monde) — описание путешествий Марко Поло по Азии и Африке, совершённых в период между 1276 и 1291 годами, которые с его слов на старофранцузском языке записал Рустикелло из Пизы (находившийся вместе с ним в генуэзской тюрьме). Одна из самых влиятельных книг второго тысячелетия.
Часть учёных высказывала сомнения в правдивости описаний Марко Поло. Некоторые, в частности, ставили под сомнение факт путешествия Марка Поло в Китай, предполагая, что он мог просто повторять повествования, услышанные им от других путешественников.
«Путешествия» состоят из четырёх частей. Первая описывает территории Ближнего Востока и Центральной Азии, которые Марко Поло посетил на пути в Китай. Вторая описывает Китай и двор Хубилай-хана. В третьей части говорится о приморских странах: Японии, Индии, Шри-Ланке, Юго-Восточной Азии и восточном побережье Африки. В четвёртой описываются некоторые войны между монголами и их северными соседями.

## Критика
Книга Марко Поло является одним из самых популярных объектов исторических исследований. Библиография, составленная в 1986 году, содержит более 2300 научных работ только на европейских языках.
С самого момента его возвращения в город истории из поездки воспринимались с недоверием. Питер Джексон в качестве одной из причин недоверия упоминает нежелание принять его описание хорошо организованной и гостеприимной Монгольской империи, которое противоречило традиционному западному представлению о варварах. В свою очередь в 1995 году Франсис Вуд, куратор китайской коллекции Британского Музея, выпустила популярную книгу, в которой поставила под вопрос сам факт путешествия Поло в Китай, предположив, что венецианец не путешествовал за пределы Малой Азии и Чёрного моря, а просто использовал известные ему описания путешествий персидских купцов. Например, в своей книге Марко Поло пишет, что помогал монголам при осаде сунской базы в Санъяне, однако осада этой базы закончилась в 1273 году, то есть, за два года до его прибытия в Китай. В его книге есть и иные недостатки, вызывающие вопросы исследователей.

### Предыдущие контакты с Китаем
Одним из мифов, сложившихся вокруг этой книги, является представление о путешествии Поло как о первом контакте между Европой и Китаем. Даже не учитывая предположение о контактах между Римской империей и династией Хань, монгольские завоевания XIII века облегчили маршрут между Европой и Азией (поскольку он теперь проходил по территории практически одного государства).
В архивах Хубилая от 1261 года есть ссылка на европейских купцов из Страны полночного солнца, вероятно, скандинавских или новгородских. В своем первом путешествии Николо и Маффео Поло шли по тому же маршруту, что и Гийом де Рубрук, действительно посланный папой Иннокентием IV, дошедший до тогдашней монгольской столицы Каракорума и вернувшийся в 1255 году. Описание его маршрута было известно в средневековой Европе и могло быть известно братьям Поло ещё в их первом путешествии.
Во время пребывания Поло в Китае, в Европу приехал уроженец Пекина Раббан Саума, а миссионер Джованни Монтекорвино, наоборот, направился в Китай. Опубликованный в 1997 году Дэвидом Селбурном текст итальянского еврея Якова из Анконы, якобы побывавшего в Китае в 1270—1271 г., незадолго до Поло, по оценке большинства гебраистов и китаистов, представляет собой мистификацию.
В отличие от предыдущих путешественников, Марко Поло создал книгу, которая приобрела большую популярность и на протяжении всего Средневековья соперничала по успеху у публики с фантастическим путешествием Джона Мандевиля (прообразом которого стал Одорико Порденоне).

### Версии книги
Мало известно о степени грамотности Марко Поло. Вероятнее всего, он мог вести коммерческие записи, но неизвестно, мог ли он писать текст. Текст книги был продиктован им Рустикелло вероятно на его родном языке, итальянском, либо на латыни, но записывать Рустикелло мог и на французском, на котором он писал романы. Процесс написания книги мог существенно сказаться на достоверности и полноте её содержания: Марко исключал из своего описания те воспоминания, которые не представляли интереса для него самого как купца (или были ему очевидны), а Рустикелло мог опускать или интерпретировать по своему усмотрению воспоминания, не представляющие интереса или непонятные уже для него. Можно также предполагать, что Рустикелло имел отношение только к некоторым из четырёх книг, а Поло мог иметь и других «соавторов».
Вскоре после своего появления книга была переведена на венетский, латинский (разные переводы с венетской и французской версий), обратно на французский с латинской версии. В процессе перевода и переписки книги менялись, добавлялись или удалялись фрагменты текста. Самый древний из сохранившихся манускриптов (Манускрипт F) существенно короче остальных, но текстологические данные заставляют предполагать, что другие сохранившиеся манускрипты основаны на более полных оригинальных текстах.
По мнению издателей в 1938 году книги Марко Поло важными являются три её редакции:
1. манускрипт F (франко-итальянский текст, записанный Рустикелло в конце XIII века);
2. манускрипт R (итальянский вариант Дж. Б. Рамузио, изданный в 1559 году);
3. манускрипт Z (латинский текст конца XIV — начала XV века из собрания кардинала Ф. К. Зелада)[6].

Всего же известно 150 редакций этой книги.

### Фрагменты, вызывающие сомнения

#### Существенные умолчания
Франсис Вуд отмечает, что ни иероглифы, ни книгопечатание, ни чай, ни фарфор, ни практика бинтования ног женщин, ни Великая китайская стена в книге Поло не упомянуты. Аргументы, выдвигаемые сторонниками аутентичности путешествия, основываются на особенностях процесса создания книги и цели Поло в передаче своих воспоминаний.
Поло знал персидский (язык международной коммуникации на Востоке того времени), живя в Китае, выучил монгольский (язык администрации Китая в этот период), но не имел необходимости учить китайский. Как член монгольской администрации, он жил в отдалении от китайского общества (которое по его свидетельству отрицательно относилось к европейским варварам), мало пересекался с его повседневной жизнью, и не имел возможности наблюдать многие традиции, очевидные лишь в домашнем хозяйстве.
Для человека, который не получил систематического образования и был чужд литературе, местные книги представляли «китайскую грамоту», но Поло подробно описывает производство бумажных денег, которое мало отличается от печати книг.
Чай был к тому времени широко известен в Персии, поэтому не представлял интереса для автора, сходным образом он не упоминается в арабских и персидских описаниях того времени.
Фарфор был кратко упомянут в книге.
Что касается бинтования ног, в одном из манускриптов (Z) есть упоминание о том, что китайские женщины ходят очень мелкими шажками, но оно не разъясняется полнее.
Великая стена в том виде, в котором мы её знаем сейчас, была построена во времена династии Мин. Во времена Марко Поло это были по большей части земляные укрепления, которые не представляли собой непрерывной стены, а были ограничены наиболее уязвимыми в военном отношении участками. Для венецианца укрепления такого рода могли не представлять существенного интереса.

#### Неточные описания
Описания Марко Поло полны неточностей. Это касается названий отдельных городов и провинций, их взаимного местоположения, а также описаний объектов в этих городах. Знаменитым примером является описание моста под Пекином (носящего сейчас имя Марко Поло), который в действительности имеет в два раза меньше арок, чем описано в книге.
В защиту Марко Поло можно сказать, что описание им велось по памяти, он был знаком с персидским и использовал персидские названия, которые часто также были непоследовательны в своей передаче китайских названий. Некоторые неточности вносились при переводе или переписывании книги, поэтому некоторые сохранившиеся манускрипты точнее других. Кроме того, во многих случаях Поло действительно пользовался информацией из вторых рук (особенно при описании исторических или фантастических событий, случившихся до его путешествия). Такого рода неточностями грешат и многие другие современные ему описания, которые не могут быть обвинены в том, что их авторы не находились в том месте в то время.

#### Роль при дворе
Почёт, оказанный Хубилаем молодому Поло, назначение его губернатором Янчжоу, отсутствие китайских или монгольских официальных записей о пребывании купцов в Китае в течение почти двадцати лет, по мнению Франсис Вуд, выглядят недостоверно. В доказательство пребывания Поло в Китае упоминается, например, единственная ссылка от 1271 года, в которой Пагба-лама, близкий советник Хубилая, упоминает в своём дневнике иностранца, находящегося в дружеских отношениях с ханом, но в ней не указаны ни имя, ни национальность, ни срок пребывания этого иностранца в Китае.
Однако в своей книге Поло демонстрирует такую осведомлённость о происшествиях при дворе хана, которую затруднительно приобрести без близости ко двору. Так, в Главе LXXXV (О предательском замысле возмутить город Камбалу) он, подчеркнув своё личное присутствие при событиях, подробно описывает различные злоупотребления министра Ахмада и обстоятельства его убийства, называя имя убийцы (Ванчжу), что в точности соответствует китайским источникам.
Этот эпизод особенно важен потому, что китайская династийная хроника Юань-ши упоминает имя По-Ло как человека, который был в составе комиссии по расследованию убийства и выделился тем, что искренне рассказал императору о злоупотреблениях Ахмада.
Распространенной практикой было использование китайских прозвищ для иностранцев, в связи с чем сложно найти упоминание имени Поло в других китайских источниках. Многие европейцы, которые официально побывали в центре империи монголов в этот период, например, де Рубрук, вообще не удостоились упоминания в китайских летописях.

#### Возвращение из Китая
Описание обратного путешествия является самым убедительным доказательством того, что семейство Поло действительно было в Китае и находилось в достаточно дружеских отношениях со двором хана. Поло в своей книге подробно описывает подготовку поездки, маршрут и число участников, которые подтверждаются китайскими архивными записями. Он также дает имена трех послов, двое из которых по дороге в Ормуз погибли, и имена которых не были известны за пределами Китая.

### Оценка книги современными исследователями
Большинство современных исследователей отвергает мнение Франсис Вуд о полной фабрикации всего путешествия, считая её бездоказательной попыткой заработать на сенсации.
Более продуктивной (и общепринятой) точкой зрения является взгляд на эту книгу, как на источник записей купца о местах для покупки товаров, маршрутах их продвижения и обстоятельствах жизни в этих странах. Даже данные полученные из вторых рук в этом описании (например, о путешествии в Россию) довольно точны, большинство данных о географии Китая и других стран на маршруте путешествия также вполне согласуются с современным знанием об истории и географии Китая. В свою очередь эти записки купца были дополнены интересными широкой публике фрагментами о жизни в экзотических странах.
Возможно, роль Поло в Китае в его книге сильно преувеличена, но эта ошибка может быть приписана бахвальству автора, украшательству переписчиков или проблемам переводчиков, в результате которых роль советника могла преобразоваться в пост губернатора.

## Издания книги

### Оригиналы
- Marco Polo. Il Milione / A cura di L. F. Benedetto. — Firenze: L. S. Olschki, 1928. — 283 p.
- Marco Polo. The Description of the World / Ed. by A. C. Moule, P. Pelliot. — London: G. Routledge and Sons Limited, 1938. — T. II. — CXXXI p.
- Ramusio G. B. Secondo volumine delle navigationi et viaggi. — Venetia: Nella stamperia de Givnti, 1559. — T. II. — 156 p.
- Recueil de voyages et de mémoires. — Paris: De L`imprimerie D`éverat, 1824. — T. I. — 570 p.

### Переводы
На английском языке
- Marco Polo. The Description of the World / Ed. by A. C. Moule, P. Pelliot. — London: G. Routledge and Sons Limited, 1938. — T. I. — 596 p.
- The Book of Ser Marco Polo / Translation of H. Yule. — London: J. Murray, (первое издание) 1871. — Vol. I. — 409 p.; Vol. II. — 525 p.; (третье издание) 1903. — Vol. I. — 462 p.; Vol. II. — 662 p.
- The travels of Marco Polo / Translation of A. Ricci. — London: Asian Educational Services, 1931. — 439 p.

На русском языке
- Марко Поло. Путешествие в 1286 году по Татарии и другим странам Востока. — СПб.: П. П. Меркульев, 1873. — 250 с.
- Марко Поло. Путешествие / Под ред. К. И. Кунина. — Л.: Художественная литература, 1940. — 336 с.
- Минаев И. П. Путешествие Марко Поло. — СПб.: М. М. Стасюлевич, 1902. — 355 с.
- Книга Марко Поло / Под ред. И. П. Магидовича. — М.: Госиздат географической литературы, 1955. — 376 с.

На сербском языке
- Марко Поло. Милион / Под ред. А. Узелац. — Београд: Утопија, 2011. — 266 с.

На итальянском языке
- Il libro di messer Marco Polo / Ricostruito criticamente e per la prima volta integralmente tradotto in lingua italiana da L. F. Benedetto. — Milano: Treves-Treccani-Tumminelli, 1932. — 456 p.
- Marco Polo. Milione / Ed. V. B. Pizzorusso. — Milano: Adelphi edizione, 1994. — 270 p.

На французском языке
- Marco Polo. La description du monde / Ed. L. Hambis. — Paris: Librairie C. Klincksieck, 1955. — 433 p.

На венгерском языке
- Marco Polo. Utazásai / Fordította V. Endre. — Budapest: Osiris, 2003. — 506 old.

На туркменском языке
- Marko Polo. Dünýäniň köpdürliligi hakynda kitap (Книга о Разнообразии мира ) / Terjime eden Çary Geldimyradow (Перевод Чары Гелдимурадова) — Aşgabat, Türkmenistan: TDNG, 2014. — 324 sahypa.